# ماهواره‌بر سیمرغ
ماهواره‌بر سیمرغ ماهواره‌بر چند مرحله‌ای ساخت سازمان هوافضا وزارت دفاع که در حضور رئیس‌جمهور ایران و در تاریخ ۱۴ بهمن ۱۳۸۸ روز ملی فناوری فضایی و اولین سالگرد پرتاب ماهواره امید رونمایی شد. و در تاریخ ۳۱ فروردین ۱۳۹۵ برای اولین بار از پایگاه فضایی سمنان برای یک پرواز تحقیقاتی زیرمداری پرتاب شد. ماهواره بر سیمرغ در تاریخ ۸ بهمن ۱۴۰۲ برای اولین بار در تاریخ جمهوری اسلامی ایران ۳ ماهواره همزمان را به مدار پرتاب کرد. در تاریخ 16 آذر 1403 (6 دسامبر 2024) ماهواره بر سیمرغ در دومین پرتاب موفق خود در طول یک سال، پرتاب بلوک انتقال مداری سامان-1 به ارتفاع 400 کیومتری به همراه دو محموله دیگر (شامل ماهواره فخر-1) مجموعا به وزن 300 کیلوگرم را در یک عملیات واحد به انجام رساند. این ماهواره بر با مجموع 7 عملیات رسمی پرتابی تا دسامبر 2024، در بین لیست 40 ماهواره بر فعال در جهان (که بیشترین تعداد عملیات را داشته اند) قرار دارد.

## مشخصات
ماهواره‌بر سیمرغ دارای طول ۲۶٫۵ متر و وزن پرتابی ۸۷ تن می‌باشد، مرحله اول آن با قطر ۲٫۴ دارای چهار موتور سوخت مایع خوشه‌سازی شده و هماهنگ شده تیپ سفیر-۱ب با چهار توربوپمپ جداگانه است، که هر یک از این موتورها ۳۷٬۰۰۰ کیلوگرم-نیرو (۳۶۰ کیلونیوتن؛ ۸۲٬۰۰۰ پوند-نیرو) رانش تولید می‌کنند، به‌علاوه موجموعه‌ای از چهار موتور کوچک ورنیه‌ای کمکی با یک توربوپمپ واحد مشترک که ۱۴٬۰۰۰ کیلوگرم-نیرو (۱۴۰ کیلونیوتن؛ ۳۱٬۰۰۰ پوند-نیرو) رانش تولید می‌کنند. در مجموع موتورهای مرحله اول در زمان پرتاب روی هم ۱۶۲٬۰۰۰ کیلوگرم-نیرو (۱٬۵۹۰ کیلونیوتن؛ ۳۶۰٬۰۰۰ پوند-نیرو) رانش تولید می‌کنند. مرحله دوم سیمرغ با قطر ۱٫۵ متر از چهار موتور کوچکتر سوخت مایع (که در اصل موتورهای ورنیه‌ای موشک R-27 Zyb اتحاد جماهیر شوروی هستند) که روی هم رفته توان تولید ۷٬۰۰۰ کیلوگرم-نیرو (۶۹ کیلونیوتن؛ ۱۵٬۰۰۰ پوند-نیرو) رانش را دارند بهره می‌برد. مرحله سوم سیمرغ سامان-۱ (سامانه انتقال مداری) نام دارد که بر خلاف دو مرحله قبلی که از سوخت مایع (C
۲N
۲H
۸\N۲O۴) بهره می‌برند از سوخت جامد استفاده می‌کند و موظف است محموله را بعد از تثبیت و از بین بردن ارتعاشات در مدار در نظر گرفته شده تزریق کند و مدار آن را ارتقا دهد. این سامانه توان تولید ۱٬۳۰۰ کیلوگرم-نیرو (۱۳ کیلونیوتن؛ ۲٬۹۰۰ پوند-نیرو) رانش را داراست.
مدت کل پرواز سیمرغ برای رسیدن به مدار نزدیک به زمین حدود ۴۹۰ ثانیه است، جدایش مرحله اول در ارتفاع ۹۰ کیلومتری و در سرعت ۲۳۰۰ متر بر ثانیه اتفاق می‌افتد، همزمان با جدایش مرحله اول، موتورهای مرحله دوم وارد عمل شده و اندکی بعد دماغه ماهواره‌بر ایجکت می‌شود، در این حین محموله به سرعت ۷۴۰۰ متر بر ثانیه می‌رسد و سپس در مدار موردنظر خود تزریق می‌شود. سیمرغ توان قرار دادن یک ماهواره ۲۵۰ تا ۳۵۰ کیلویی یا یک منظومه تاسواره‌ای در مدار ۵۰۰ کیلومتری زمین را داراست.
برخلاف ماهواره‌بر نسل پیشین ایران سفیر، سیمرغ به صورت عمودی بر روی سکوی پرتاب مونتاژ می‌شود، هر مرحله ماهواره‌بر به صورت افقی در کارخانه تولید می‌شود و پس به سکوی پرتاب آورده می‌شود، جایی که مونتاژ مراحل نهایی با کمک برج خدماتی مخصوص طراحی شده برای سامانه فضایی امام خمینی به پایان می‌رسد.

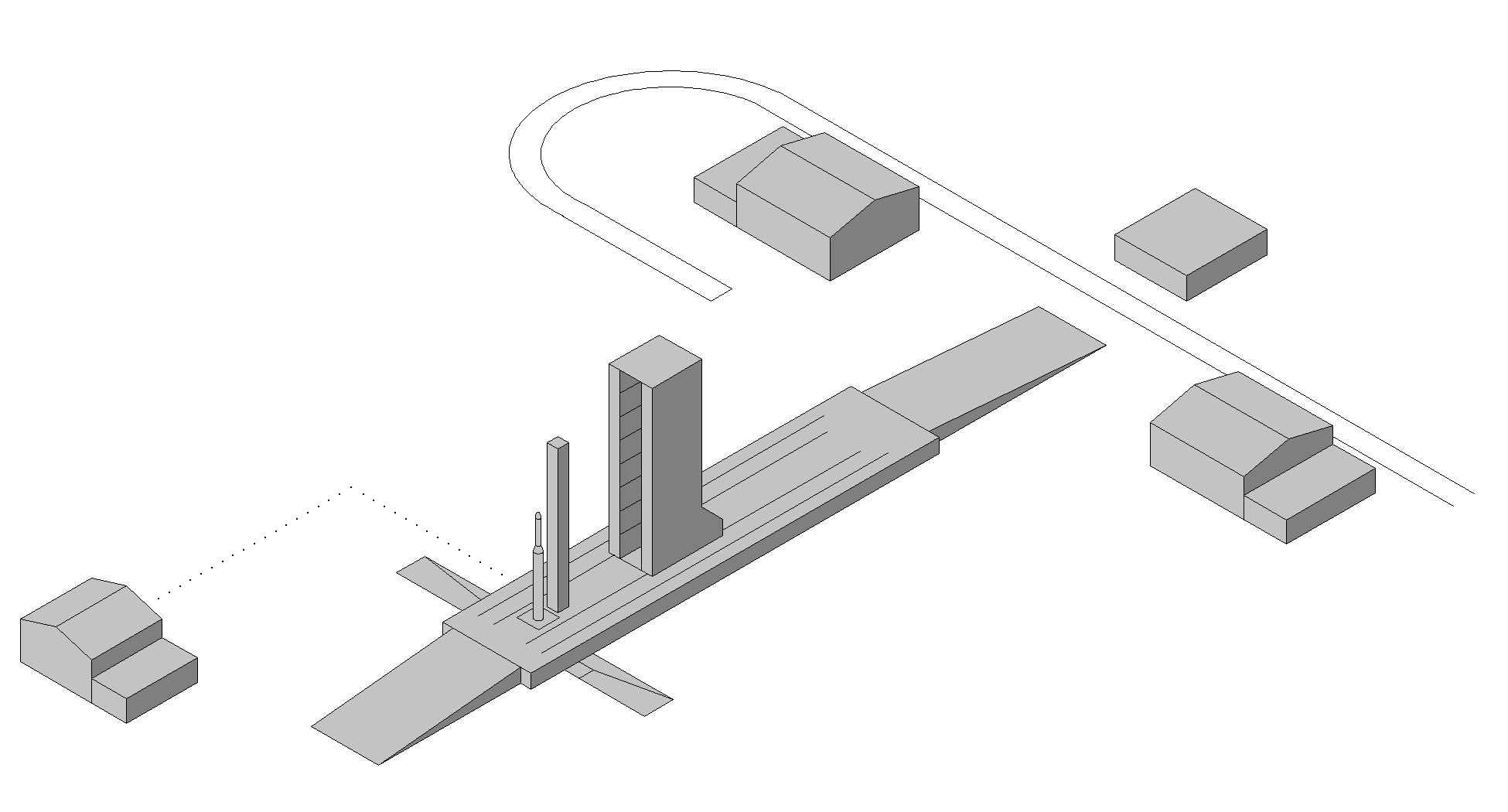
سکوی پرتاب سیمرغ در پایگاه فضایی سمنان

## تاریخچه خدمت
توسعه سیمرغ به دلیل پیچیدگی بیش از حد برخی از زیر-سامانه‌ها و غیرقابل اعتماد بودن موتورها و توربو پمپ‌های آن بسیار دشوار، پیچیده و پرفراز و نشیب بوده‌است، از چهار پرتاب اول سیمرغ (دو پرتاب مداری و دو پرتاب زیر مداری) سه شکست و یک موفقیت حاصل شده، که ضریب اعتماد ۲۵ درصد را به این سامانه می‌دهد. با این وجود، نشانه‌هایی از پیشرفت‌های تدریجی در ضریب اعتماد و قابلیت اطمینان به سیمرغ در پرتاب‌ها و شکست‌های پیاپی دیده می‌شود. برای مثال، یک مأموریت موفق برای تزریق ماهواره با سیمرغ، نیاز به ۴۹۰ ثانیه عملکرد موفق موتورها، توربوپمپ‌ها و دیگر زیر-سامانه‌ها را دارد. در پرتاب دوم سیمرغ، فقط ۱۲۰ ثانیه از پرواز گذشته بود که نقص در مرحله دوم باعث شکست پرتاب شد. اما در پرتاب سوم از ۴۹۰ ثانیه عملکرد مورد نیاز، ماهواره‌بر ۴۵۰ ثانیه بدون نقص عمل کرد. و در پرتاب سوم این عدد حتی به ۴۷۵ ثانیه هم رسید و ماهواره‌بر فقط در ۱۵ ثانیه آخر عملکرد خود دچار اشکال شد. این ارقام به ترتیب به پرتاب‌ها ضریب موفقیت ۲۵، ۹۲، و ۹۷ درصد را می‌دهد، که نشانه واضحی در بالارفتن میزان قابلیت اطمینان به عملکرد سیمرغ است.

## تاریخچه پرتاب‌ها
| شماره پرتاب | تاریخ           | محموله           | نتیجه پرتاب | توضیحات |
| ----------- | --------------- | ---------------- | ----------- | --- |
| ۱           | ۳۱ فروردین ۱۳۹۵ | هیچ              | موفق        | اولین پرواز تحقیقاتی زیر-مداری                                                                                               |
| ۲           | ۵ مرداد ۱۳۹۶    | هیچ              | ناموفق      | دومین پرواز تحقیقاتی زیر-مداری                                                                                               |
| ۳           | ۲۹ دی ۱۳۹۷      | عملیاتی          | ناموفق      | نقص در مرحله سوم |
| ۴           | ۲۰ بهمن ۱۳۹۸    | عملیاتی          | ناموفق      | نرسیدن به سرعت کافی به دلیل نقص در مرحله دوم                                                                                 |
| ۵           | ۹ دی ۱۴۰۰       | تحقیقاتی         | نیمه موفق   | عدم تزریق ماهواره به مدار |
| ۶           | ۸ بهمن ۱۴۰۲     | تحقیقاتی-عملیاتی | موفق        | تزریق همزمان ۳ ماهواره به مدارهای مربوطه. ماهواره بزرگتر (یعنی مهدا) در مدار ۴۵۰ * ۱۱۰۰ کیلومتر تزریق شد.                    |
| ۷           | ۱۶ آذر ۱۴۰۳     | تحقیقاتی-عملیاتی | موفق        | پرتاب بلوک انتقال مداری سامان-1 به ارتفاع 400 کیومتری به همراه دو محموله دیگر (شامل ماهواره فخر-1) مجموعا به وزن 300 کیلوگرم |

## نگارخانه

پرتاب ماهواره بر سیمرغ
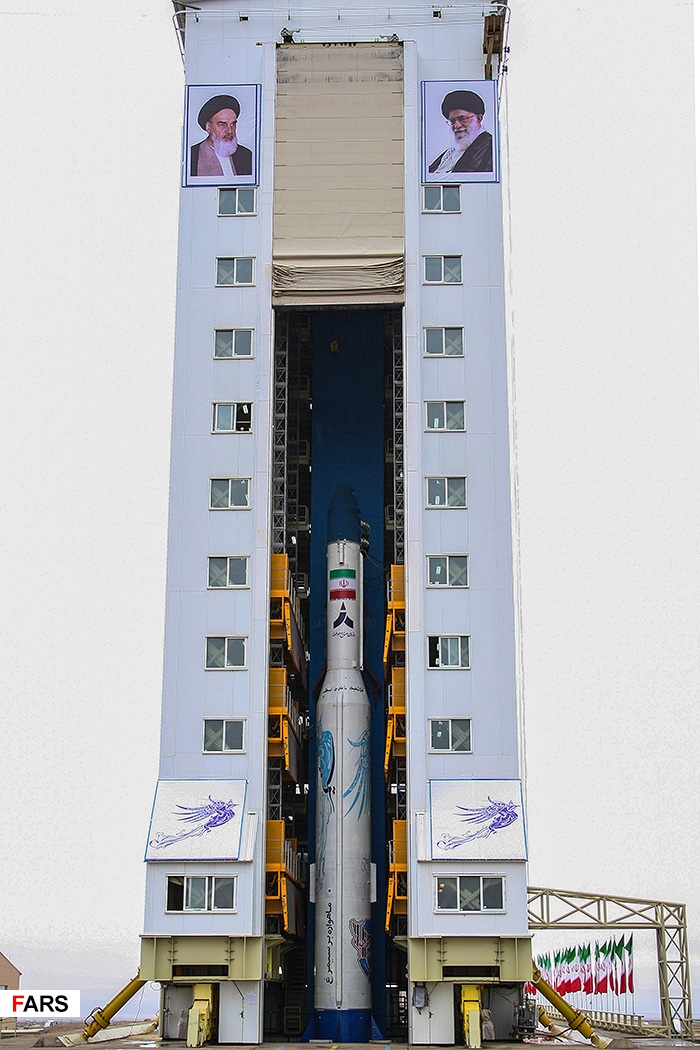
ماهواره بر سیمرغ در سکوی پرتاب
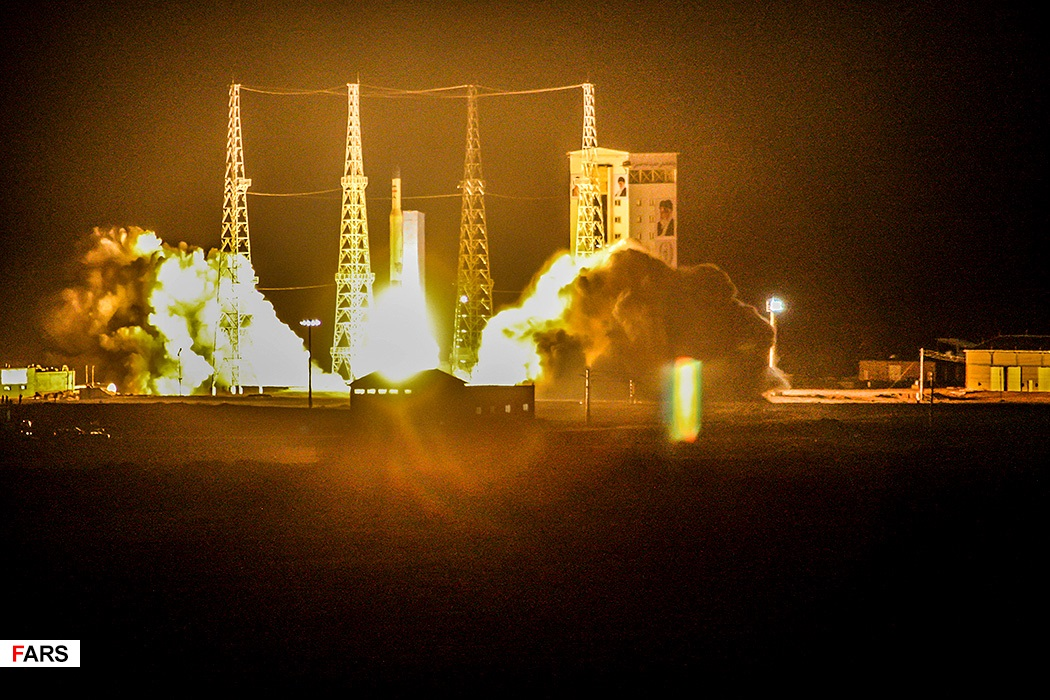
در حال پرتاب ماهواره بر سیمرغ از پایگاه فضایی امام خمینی